# ジョージ・スタイナー

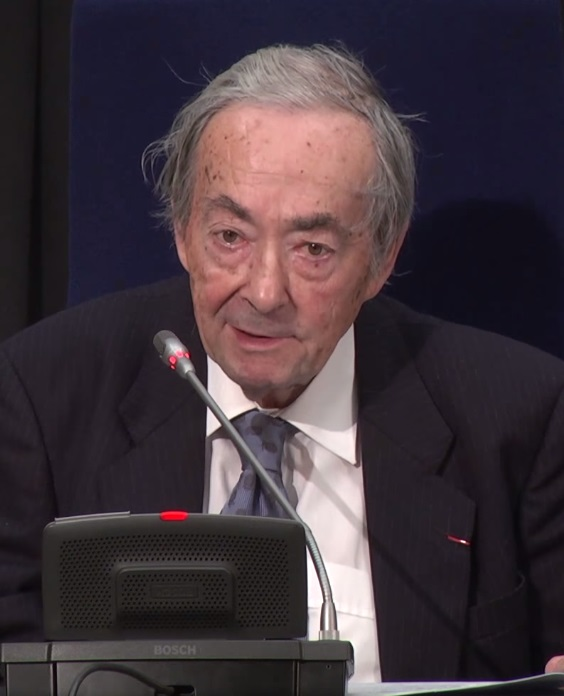
晩年の講演（2013年撮影）

フランシス・ジョージ・スタイナー （Francis George Steiner、1929年4月23日 - 2020年2月3日）は、フランス・アメリカ合衆国の作家で哲学者・文芸批評家。各国の大学で比較文学講座の教授を務めた。

## 略歴
1929年、オーストリア系ユダヤ人としてフランスのパリで生まれた。ドイツ語とフランス語、英語を話す環境に育った。
幼少期の1940年に、ナチスがフランスに進撃したため、一家でユダヤ人迫害によりアメリカ合衆国ニューヨークに亡命、同年にアメリカ合衆国の市民権を取得。ニューヨークのフレンチ・リセで教育を受け、ギリシア語・ラテン語に通じている。
1948年、シカゴ大学を卒業。ハーバード大学で修士を取得した。1955年、オックスフォード大学で博士号を取得。1955年にザラ（Zara Steiner, 1928 – 2020、近現代史家）と結婚。1958年にデビッド（David Steiner、教育政策研究者）、1960年にデボラ（Deborah Steiner、作家、コロンビア大学教授）が生まれた。
1952年から56年まで「エコノミスト」誌の編集に関った。1956年からプリンストン高等学術研究所員となる。 1959年から60年にかけ、プリンストン大学教員。1961年、ケンブリッジ大学チャーチル・カレッジの研究員（フェロー）、1969年、特別研究員（エクストローディナリー・フェロー）となる。 
1974年から94年、スイス・ジュネーヴ大学教授（英文学、比較文学講座）。1994-95年、オクスフォード大学客員教授、2001-02年、ハーヴァード大学ノートン詩学講座教授を務めた。2001年にアストゥリアス皇太子賞コミュニケーションおよびヒューマニズム部門を受賞。
その他、グッゲンハイム・フェローシップ（1971）、レジオンドヌール勲章シュヴァリエ（1984）、フランス今日賞（1998）芸術文化勲章コマンドゥール（2001）などを受章している。

## 日本との関わり
1974年4月に、慶應義塾大学の久保田万太郎基金の招きにより来日。講演、および加藤周一、高橋康也、山口昌男、江藤淳を相手に、論争も交え討議を行った。
講演録・対談・スタイナー論などを収録した『文学と人間の言語 日本におけるG.スタイナー』（慶應義塾三田文学ライブラリー（現：慶応義塾大学出版会）、1974年）を出版した。編集代表は池田彌三郎（実質は安東伸介、由良君美が担当）

## 著作(日本語訳)
- 『トルストイかドストエフスキーか』（原著1959） 中川敏訳、白水社 1968、新版2000
- 『悲劇の死』（原著1961） 喜志哲雄、蜂谷昭雄訳、筑摩書房〈筑摩叢書〉 1979、復刊1985／ちくま学芸文庫 1995、復刊2010
- 『言語と沈黙 言語・文学・非人間的なるものについて』（原著1967）
由良君美、平川祐弘、青柳晃一ほか多数訳、せりか書房（上下） 1969-70、新版（全1巻） 2001
- 『脱領域の知性 文学言語革命論集』（原著1971） 由良君美ほか訳、河出書房新社 1972、新版1981
- 『青ひげの城にて 文化の再定義への覚書』（原著1971） 桂田重利訳、みすず書房 1973／みすずライブラリー（新版）2000
- 『白夜のチェス戦争』（原著1973） 諸岡敏行訳、晶文社 1978
1972年に行ったボビー・フィッシャーとボリス・スパスキーによる世界チェス選手権決勝の観戦記
- 『バベルの後に 言葉と翻訳の諸相』（原著1975） 亀山健吉訳、叢書・ウニベルシタス 法政大学出版局（上下）、1999-2009
- 『ハイデガー』（原著1978） 生松敬三訳、岩波書店〈岩波現代選書〉1980 - 改訂版
  - 岩波同時代ライブラリー 1992／『マルティン・ハイデガー』 岩波現代文庫 2000
- 『むずかしさについて』（原著1978） 加藤雅之・大河内昌・岩田美喜訳、みすず書房 2014 - 1970年代の言語・文明批評
- 『ヒトラーの弁明 サンクリストバルへのA・Hの移送』（原著1979） 佐川愛子、大西哲訳、三交社 1992 - 小説
- 『アンティゴネーの変貌』（原著1984） 海老根宏、山本史郎訳、みすず書房 1989
- 『真の存在』（原著1989） 工藤政司訳、叢書・ウニベルシタス 法政大学出版局 1995
- 『G・スタイナー自伝』（原著1997） 工藤政司訳、みすず書房 1998
- 『言葉への情熱』（原著1999） 伊藤誓訳、叢書・ウニベルシタス 法政大学出版局 2000
- 『師弟のまじわり』（原著2003） 高田康成訳、岩波書店 2011／ちくま学芸文庫 2024
- 『私の書かなかった本』（原著2008） 伊藤誓・磯山甚一・大島由紀夫訳、みすず書房 2009
- 『「ニューヨーカー」のジョージ・スタイナー』 ロバート・ボイヤーズ編、工藤政司訳[4]（訳者代表）、近代文藝社 2012
約30年にわたり掲載された評論類[5]から選んだ28編を収録